# Ectropothecium gunnii
Ectropothecium gunnii är en bladmossart som beskrevs av Brotherus och William Walter Watts 1915. Ectropothecium gunnii ingår i släktet Ectropothecium och familjen Hypnaceae. Inga underarter finns listade i Catalogue of Life.